# XIII (gra komputerowa)
XIII – gra komputerowa z gatunku first-person shooter w reżyserii i według scenariusza Elisabeth Pellen, wyprodukowana w 2003 roku przez Ubisoft, a przystosowana na rynek polski przez firmę Cenega. Fabuła nawiązuje do belgijskiego komiksu XIII. Zadaniem gracza jest zabicie niektórych wysoko postawionych zamachowców i odkrycie tożsamości numeru I. Głównym bohaterem gry jest człowiek, który stracił pamięć i jest zamieszany w morderstwo prezydenta. Gra jest utrzymana w estetyce cel-shadingu.
Gra zebrała mieszane recenzje i miała niską sprzedaż. Większość recenzentów chwaliła unikatową oprawę graficzną. Krytykowano natomiast sztuczną inteligencję, model strzelania i przeciętną rozgrywkę. W 2020 roku wydano remake gry.

## Fabuła
Na plaży w Brooklynie w Nowym Jorku ratowniczka znajduje mężczyznę z raną postrzałową. Cierpiący na amnezję mężczyzna pamięta tylko, że został postrzelony podczas próby ucieczki z łodzi i dowiaduje się, że posiada klucz do depozytu bankowego i tatuaż z rzymską cyfrą XIII na prawym ramieniu. Kiedy ludzie dowodzeni przez zabójcę Mongoose przybywają, aby go zabić, XIII zostaje zmuszony do ucieczki. Posiadając klucz bohater kieruje się do banku w celu otwarcia skrytki. Na miejscu przypomina sobie, że prowadził śledztwo w sprawie spisku, a w skrytce zastawił na zaangażowanych w to bombę-pułapkę, którą niechcący uruchomił. Zmuszony do ucieczki z budynku, XIII zostaje aresztowany pod bankiem przez FBI za zabójstwo prezydenta Stanów Zjednoczonych Williama Sheridana. Przesłuchiwany przez głównego śledczego, pułkownika Amosa, mężczyzna dowiaduje się, że jego twarz należy do twarzy zabójcy Steve'a Rowlanda. Po ataku Mongoose na siedzibę FBI, XIII otrzymuje pomoc od żołnierza imieniem Jones, z którą pracował już wcześniej. Razem decydują się uciec z miasta.
Jones informuje XIII, że pracowali razem z weteranem wojennym, generałem Benem Carringtonem, który prowadził równoległe śledztwo w sprawie śmierci prezydenta i odkrył spisek przeciwko rządowi USA. Dowiedziawszy się, że został aresztowany i zabrany do bazy w Appalachach, XIII decyduje się uratować generała, aby odkryć swoją przeszłość. Carrington zgadza się mu pomóc, ale instruuje XIII, aby pomógł innej agentce w Górach Skalistych. XIII odnajduje szukaną osobę, która przedstawia się jako Kim Rowland i dowiaduje się, że nie jest on Rowlandem; prawdziwy Rowland, jej mąż, zmarł po dokonaniu zamachu. Chroniąc ją przed ludźmi wysłanymi przez Mongoose, XIII zostaje schwytany i natychmiast zabrany do szpitala psychiatrycznego w celu zbadania po tym, jak zabójca podejrzewa, że jest oszustem. XIII udaje się uciec, zabijając dyrektora azylu, zanim ponownie spotyka się z Jones.
Poinformowany o spotkaniu, które ma miejsce w Meksyku, XIII zostaje wysłany, aby podsłuchać je w bazie grupy sił specjalnych zwanej SPADS. Podczas swojej infiltracji przypomina sobie swoją tożsamość – nazywa się Jason Fly, kolega Rowlanda. Zbierając dowody na to, że spisek obejmuje zamach stanu przy użyciu żołnierzy SPADS dowodzonych przez potężną grupę, XIII zajmuje się dwoma spiskowcami, jednocześnie eliminując zapas broni przeznaczonej do zamachu. Po powrocie do Stanów Zjednoczonych Carrington spotyka się z XIII u boku Amosa i wyjawia obojgu, że morderstwo Sheridana zostało wymyślone przez Rowlanda. Rowland został zamordowany przez konspiratorów po zabójstwie prezydenta, ale przeżył wystarczająco długo, aby skontaktować się z żoną. Dowiadując się o śmierci męża Kim postanawia się zemścić. Decyduje się ujawnić tożsamość i cel spiskowców, udając przetrwanie Rowlanda. Carrington ujawnia, że Fly zgodził się pomóc, przechodząc operację plastyczną, aby odtworzyć wygląd Rowlanda; XIII przypomina sobie, że był bliski zidentyfikowania przywódcy, zanim coś poszło nie tak.
Z pomocą FBI XIII odkrywa tożsamość konspiratorów i infiltruje miejsce spotkania grupy, aby dowiedzieć się, jak dojdzie do zamachu stanu. Mając wystarczające dowody, XIII, Amos i Carrington spotykają się z bratem Williama Walterem i wyjaśniają mu spisek – grupę wpływowych ludzi w Stanach Zjednoczonych, nazywających siebie „XX” – każda osoba ma wytatuowane rzymską cyfrę od I do XX – zaplanowali zamach stanu podczas ćwiczeń wojennych z wykorzystaniem lojalnych żołnierzy SPADS, którzy mieliby zastąpić amerykańską demokrację rządem totalitarnym. Ponieważ zamach dotyczy kluczowego obiektu wojskowego, Walter oferuje pomoc w uzyskaniu dostępu do tego miejsca. Wkrótce po przybyciu XIII chroni następcę Williama przed żołnierzami SPADS po czym zabija Mongoose.
Po udaremnieniu zamachu Walter urządza przyjęcie na swoim prywatnym jachcie. Szukając go, XIII słyszy, jak Kim kłóci się z Walterem i ma retrospekcję, która ujawnia, że Walter stał za spiskiem. Gra kończy się cliffhangerem, gdy Walter w towarzystwie uzbrojonych ochroniarzy zaskakuje XIII w swoim prywatnym biurze.

## Rozgrywka
XIII to strzelanka obserwowana z perspektywy pierwszej osoby z elementami skradania się i gry akcji. Gra koncentruje się na głównym bohaterze o pseudonimie XIII. Bohater używa różnorodnej broni palnej i białej, a także gadżetów. Wytrychy służą do otwierania drzwi, a lina z hakiem do wspinania się po ścianach. Gra podzielona jest na liniowe etapy. Napotkane osoby mogą zostać wzięte jako zakładnicy lub jako ludzkie tarcze, uniemożliwiające wrogom ostrzeliwanie bohatera. XIII może usłyszeć wrogów za ścianą za pomocą widocznych na ekranie znaków „tap, tap, tap”. Misje skradankowe obejmują ogłuszanie wrogów i ukrywanie ciał.
Postacie i broń w XIII są cieniowane, co nadaje grze komiksowy wygląd. Dodatkowo przerywniki filmowe rysowane są w ramkach, a niektóre akcje np. wystrzał z bazooki wyświetlają na ekranie napisy „boom” czy „bang”. Wstawki w stylu komiksu pojawiają się u góry, gdy wykonywany jest strzał w głowę lub służą jako wskazówki dla gracza. W trakcie gry można znaleźć ukryte dokumenty, które odblokowują umiejętności takie jak używanie dwóch pistoletów naraz. W grze dostępny jest tryb wieloosobowy z takimi opcjami jak zdobycie flagi, deathmatch czy pojedynek 1 na 1.

## Produkcja

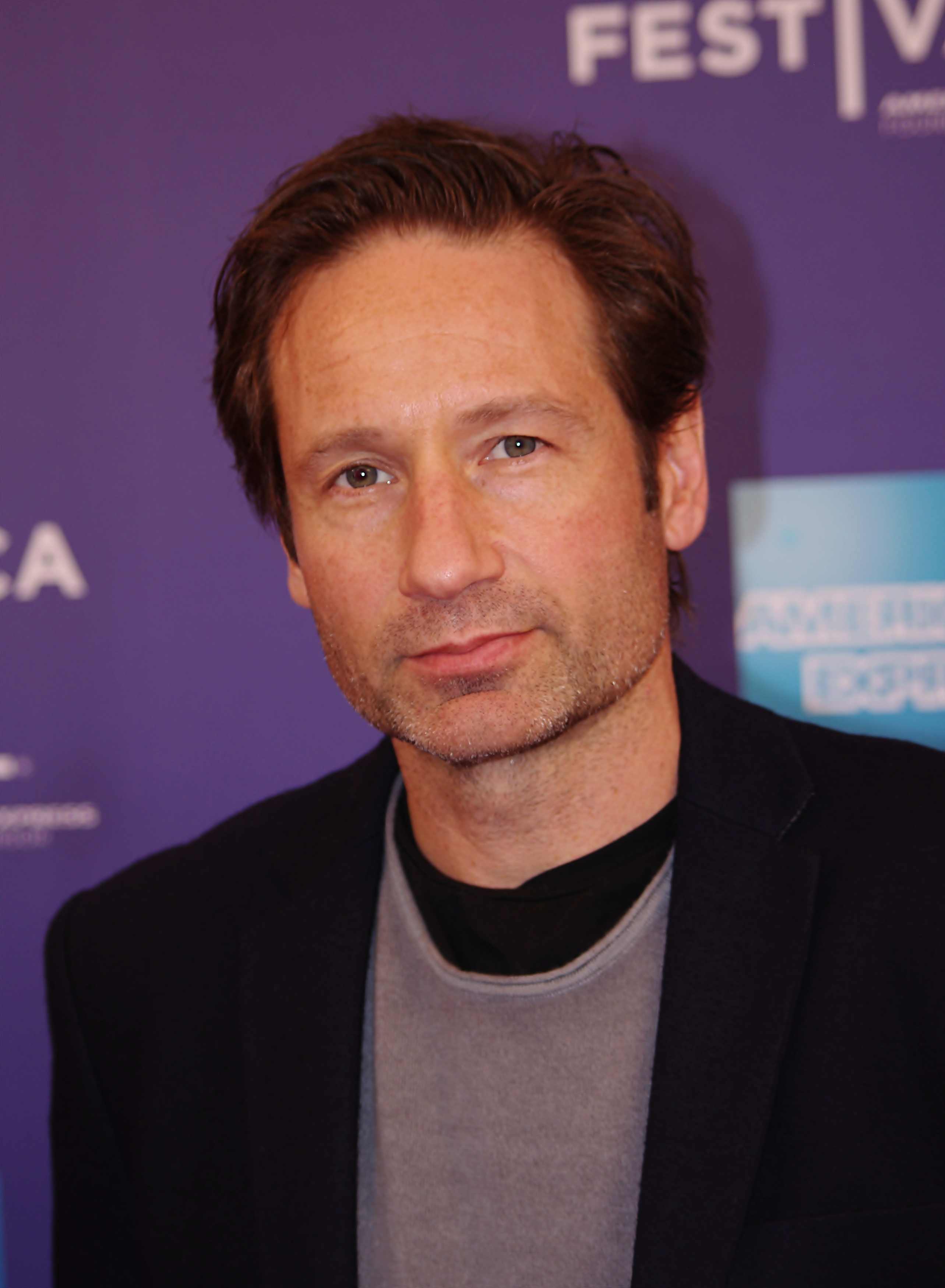
David Duchovny zdubbingował głównego bohatera

W marcu 2002 roku Ubisoft ogłosił, że pracuje nad grą o nazwie XIII na podstawie komiksu pod tym samym tytułem autorstwa belgijskiego scenarzysty Jeana Van Hamme’a. Gra została pokazana publiczności na imprezie w Montrealu, a także na targach Electronic Entertainment Expo 2002 w maju 2002. 22 listopada 2002 roku Ubisoft ogłosił opóźnienie premiery gry.
7 maja 2003 roku Ubisoft ogłosił, że piosenkarka Eve będzie głosem głównej postaci Jones. Wiceprezes ds. Marketingu Ubisoft, Tony Kee, stwierdził, że była idealnym wyborem do tej roli, przyznając, że ma „połączenie stylu, seksapilu i postawy – doskonałe cechy, które opisują postać Jones”. Dwa miesiące później ujawniono dwóch kolejnych aktorów głosowych w wersji anglojęzycznej: David Duchovny zagrał głównego bohatera (XIII), a Adam West, generała Carringtona. Na miesiąc przed premierą udostępniono materiał wideo pokazujący proces tworzenia gry, m.in. jak powstają modele postaci. Wydano także wersję demonstracyjną, w skład której wchodzą dwa poziomy z gry.
Gra była promowana podczas Fall College Tour od września do października. Zaczynając na Uniwersytecie Cornell, a kończąc na Uniwersytecie Południowej Kalifornii, trasa obejmowała pokazy gier, w które można było grać za pośrednictwem 50-ekranowego systemu GamePort. Kolejne demo, przeznaczone tylko dla wielu graczy, zostało wydane 2 października, ale odkrycie błędu doprowadziło do jego usunięcia. Naprawione demo zostało wydane dzień później. Gracze używający Xboxa mieli okazję od 15 grudnia wygrać jedną z 50 kopii gry. Kampanię nazwano „13 dni do świąt”: do konkursu zakwalifikowani zostali ci, którzy spędzili nie mniej niż 13 godzin grając do świąt. Zwycięzca został wybrany losowo 9 stycznia.

## Odbiór
Zgodnie z agregatorem recenzji Metacritic XIII otrzymała mieszane oceny. Recenzenci często chwalili styl graficzny i prezentację gry, jednocześnie krytykując rozgrywkę. Air Hendrix z GamePro nazwał grę „odmładzającym, oszałamiającym doświadczeniem”. Tom McNamara z IGN stwierdził: „XIII ma świetny, oparty na fabule blask, ale w gruncie rzeczy jest obciążona kilkoma wadami, a także słabym arsenałem i prostotą walki”. Redaktor GameZone również skrytykował walkę, stwierdzając, że gdyby nie grafika prowadząca przez grę, XIII byłaby nudnym doświadczeniem. Strzelaniny są najlepszą częścią rozgrywki. Zdarza się również, że jest to najbardziej niezrównoważona część. Krytyk z magazynu „Edge” napisał, że XIII ma „prawdziwą wartość artystyczną: nigdy się nie zestarzeje; każdy obiekt został narysowany z drobną uwagą. Byłoby to niewiarygodne osiągnięcie, gdyby rozgrywka pasowała do wybitnego kierunku artystycznego”. Ryan O'Donnell z GameSpy skrytykował grafikę i tryb dla wielu graczy i stwierdził: XIII to dobra gra, tylko nie spodziewaj się, że dostanie nagrodę FPS roku, bo niestety to nie jest to.
Kristan Reed z serwisu Eurogamer nazwał XIII wadliwym arcydziełem. Jego zdaniem jest pełna różnorodności i świeżości, których brakuje w większości podobnych gier. Według redaktora gra byłaby kultową, gdyby poprawiono kilka rzeczy. Game Revolution pochwaliło fabułę gry, styl graficzny, dubbing i ścieżkę dźwiękową, jednocześnie krytykując rozgrywkę, opisaną jako „mniej więcej tak prostą i nudną jak w przypadku innych gier FPS”. Recenzję w magazynie „Electronic Gaming Monthly” napisało trzech redaktorów, gdzie każdy wystawił ocenę 6,5/10. Joe Fielder, pierwszy recenzent, powiedział: „trudno byłoby znaleźć grę bardziej oszałamiającą wizualnie niż XIII”, ale narzekał na sztuczną inteligencję i wysoki poziom trudności. Greg Ford, który dostarczył trzeciej recenzji, stwierdził, że „styl, przerywniki i fabuła są świetne, [ale] rozgrywka jest całkiem przyziemna”; podsumował: „Jeśli wszystko, czego potrzebujesz, to solidna strzelanka, XIII daje radę. Nie ma dużych problemów, a historia obrócona wokół spisku powinna cię trzymać w napięciu do samego końca".
W rodzimej Francji XIII została dobrze przyjęta. Recenzent portalu Gamekult Gael Fouquet pisał, iż adaptacja XIII „jest na ogół sympatyczna. Bezprecedensowe użycie cel-shadingu [...] jest oczywiście jej największą siłą, ale gra ma też niezaprzeczalny klimat i wiele drobnych dodatków, które czynią z niej niemal skromny interaktywny komiks”. Fouquet krytykował jednak znacznie mniej innowacyjną rozgrywkę. Piszący dla magazynu internetowego „Jeux Video” Jean-Marc Walliman doceniał z kolei XIII za intuicyjną obsługę, wysokiej jakości francuski dubbing oraz „dobrze zaadaptowaną” historię z pierwowzoru komiksowego. Również recenzent pisma „Joystick” Jean-Christophe Detrain chwalił XIII za dobrze zbilansowany poziom trudności oraz za zróżnicowane zadania stawiane przed graczem, które dorównują „bogactwu scenariusza”.
Wyniki sprzedaży XIII były niższe niż oczekiwano. W 2010 roku redakcja serwisu UGO umieściło ją na siódmym miejscu na liście gier, które wymagają kontynuacji. XIII była nominowana do gry roku w kategorii gra akcji.

## Kontynuacja, remake
W 2007 roku wydano kontynuację gry pod tytułem XIII: Lost Identity, przeznaczoną na urządzenia mobilne. W 2020 roku miał premierę remake gry, w którym poprawiono oprawę graficzną i model strzelania, zachowując oryginalną historię. Redaktor pisma „CD-Action”, Rafał „Eugeniusz Siekiera” Fluderski, wystawił remake’owi ocenę 1+/10, krytykując zwłaszcza model strzelania i inteligencję przeciwników, a także liczne błędy, okrojony tryb multiplayer oraz zepsutą optymalizację.